# Death Magnetic
Albums de Metallica
St. Anger
(2003) Lulu
(2011)
Singles
1. The Day That Never Comes
Sortie : 21 août 2008
2. My Apocalypse
Sortie : 26 août 2008
3. Cyanide
Sortie : 2 septembre 2008
4. The Judas Kiss
Sortie : 8 septembre 2008
5. The Unforgiven III
Sortie : 27 septembre 2008
6. All Nightmare Long
Sortie : 15 décembre 2008
7. Broken, Beat & Scarred
Sortie : 3 avril 2009

Death Magnetic est le neuvième album studio du groupe de thrash metal Metallica. Il est sorti le 12 septembre 2008 sur le label Vertigo Records en Europe et Warner Bros Records en Amérique du Nord.
C'est le premier album de Metallica auquel Robert Trujillo participe et le premier produit par Rick Rubin. Death Magnetic signe le retour de Metallica aux sons plus bruts de ses débuts. Ainsi que le retour des solos du guitariste Kirk Hammett, absents sur l'album précédent.

## Informations
Le groupe a enregistré 26 chansons en studio, puis la liste des morceaux a été réduite à 14, puis à 11 avec le producteur Rick Rubin. 
 Seulement 10 chansons seront retenues pour l'album.
La date officielle de sortie de l'album est le 12 septembre 2008 dans le monde entier. L'album a été vendu à quelques exemplaires dans un magasin français le 2 septembre à des fans. Quelques heures après il a été diffusé sur les réseaux peer to peer. L'album était également en vente le 11 septembre à partir de 23h, dans un magasin de CD au Danemark.
Le onzième titre, laissé de côté, est Shine. Lars Ulrich a annoncé qu'il sortirait un jour ou l'autre[réf. nécessaire]. Il est sorti début 2012 sous le titre "Just A Bullet Away".
L'album contient un morceau instrumental (Suicide and Redemption) ; la dernière pièce instrumentale enregistrée par le groupe était To Live Is To Die, sur l'album ...And Justice for All, sorti en 1988.
Le titre de l'album, Death Magnetic, est un hommage aux rockeurs décédés. James Hetfield déclare à ce sujet : « It started out as kind of a tribute to people that have fallen in our business, like Alice In Chains frontman Layne Staley and a lot of the people that have died, basically - rock and roll martyrs of sorts. And then it kind of grew from there. » ("Ça a débuté comme une sorte d'hommage aux personnes qui ont disparu de notre métier, tel le chanteur d'Alice In Chains, Layne Staley, et bien d'autres qui sont morts, des martyrs du rock and roll en quelque sorte. Et puis cette idée s'est développée en partant de là.")
Il ajoute : « Thinking about death... just like a magnet, some people are drawn towards it, and other people are afraid of it and push away. » ("Penser à la mort... comme un aimant, certains sont attirés par elle, et d'autres en sont terrorisés et fuient le sujet".) Il continue : « The concept that we're all gonna die sometimes is over-talked about and then a lot of times never talked about - no one wants to bring it up. But we all have to deal with it at some point. » ("L'idée que nous allons tous mourir un jour est rebattue, et donc, la plupart du temps, n'est jamais discutée ; personne ne veut l'aborder. Mais nous devons tous affronter cela un jour ou l'autre.")
De plus, James Hetfield, expliquera au cours d'une interview pour "Metallica - A Culture Show Special", que cet album correspond plus à l'esprit Metallica que les précédents. Il dit : "Beaucoup de choses ont changé depuis St Anger, moins de portes qui claquent, et un réel esprit de famille." James Hetfield ajoutera même : "Robert Trujilo a déjà contribué, et ceci dit sans blâmer Jason Newsted, plus pour ce disque que Jason en 14 ans." James confirmera un retour aux quatre premiers albums pour ce disque, dont il n'est pas peu fier.
La chanson All Nightmare Long a servi de thème musical au pay-per-view de la WWE, No Mercy 2008. My Apocalypse est utilisée pour le générique de l'émission Jesse James est un homme mort, animée par Jesse James, le créateur de West Coast Choppers.
L'EP Beyond Magnetic contient certaines des chansons non-retenues pour cet album, notamment Hell and Back et Hate Train.

## Controverse
L'album a été critiqué quant à la qualité médiocre du son. En effet, une analyse spectrale des pistes fait apparaître une saturation particulièrement prononcée du signal sonore. Cette saturation serait due à la "Guerre du volume", une pratique en expansion qui vise à produire des disques de plus en plus forts (au niveau du volume perçu, défini lors du mixage et du mastering), entraînant ainsi une compression de la dynamique (réduction de l'écart entre les passages doux et les passages forts, qui par conséquent ne sont plus aussi percutants, tandis que le volume constamment élevé provoque une fatigue auditive), et dans les cas extrêmes des effets de distorsion, comme il est reproché entre autres à l'album Death Magnetic.
En revanche, cette dégradation de la qualité audio n'est pas observable sur la version de l'album présente dans le jeu Guitar Hero: Metallica. Cela est dû au fait que les pistes audio du jeu proviennent de la phase de mixage de l'album (les pistes distinctes de chaque instrument sont disponibles), et non du mastering, étape à laquelle semble avoir été opérée la compression excessive. De nouvelles versions remixées de l'album ont donc rapidement été diffusées sur internet, après que des internautes aient extrait les fichiers audio du jeu.
Lars Ulrich a réagi en défendant l'album, lors d'une interview pour Blender.com, en affirmant qu'il n'y avait aucun problème avec la qualité du son, et que le producteur avait dans l'idée de rendre le son vivant, excitant.

## Liste des titres
- Musiques composées par Hetfield, Ulrich, Hammett & Trujillo.
- Paroles écrites par Hetfield[11].
- Gauche: version standard. / Droite: version démo[12].

| No  | Titre                                 | Durée |
| --- | ------------------------------------- | ----- |
| 1.  | That Was Just Your Life               | 7:10  |
| 2.  | The End of the Line                   | 7:52  |
| 3.  | Broken, Beat & Scarred                | 6:26  |
| 4.  | The Day That Never Comes              | 7:56  |
| 5.  | All Nightmare Long                    | 8:00  |
| 6.  | Cyanide                               | 6:41  |
| 7.  | The Unforgiven III                    | 7:47  |
| 8.  | The Judas Kiss                        | 8:01  |
| 9.  | Suicide and Redemption (Instrumental) | 10:02 |
| 10. | My Apocalypse                         | 5:01  |

| No  | Titre          | Durée |
| --- | -------------- | ----- |
| 1.  | Hi Guy         | 7:11  |
| 2.  | Neinteen       | 7:35  |
| 3.  | Black Squirrel | 6:13  |
| 4.  | Casper         | 8:15  |
| 5.  | Flamingo       | 7:59  |
| 6.  | German Soup    | 6:31  |
| 7.  | UN3            | 7:50  |
| 8.  | Gymbag         | 7:55  |
| 9.  | K2LU           | 9:30  |
| 10. | Ten            | 5:18  |

## Crédits
Metallica
- James Hetfield – chants, guitare rythmique, guitare solo sur Suicide & Redemption
- Lars Ulrich – batterie
- Kirk Hammett – guitare solo
- Robert Trujillo – basse

Équipe technique
- Rick Rubin – producteur
- Ted Jensen – mastering
- Greg Fidelman – Enregistrement et mixage
- Andrew Scheps – mixage
- David Campbell - orchestration sur The Unforgiven III
- Anton Corbijn – photographie du groupe
- Andy Grimshaw – photographie (couverture)

## Charts

### Charts album
| Pays             | Charts                         | Durée du classement | Meilleur classement |
| ---------------- | ------------------------------ | ------------------- | ------------------- |
| Allemagne        | Media Charts Control           | 38 semaines         | 1er                 |
| Australie        | ARIA Charts                    | 16 semaines         | 1er                 |
| Autriche         | Ö3 Austria Top 40              | 22 semaines         | 1er                 |
| Belgique (W)     | Ultratop                       | 24 semaines         | 2e                  |
| Belgique (V)     | Ultratop                       | 51 semaines         | 1er                 |
| Canada           | Canadian Albums Chart          | 17 semaines         | 1er                 |
| Danemark         | IFPI Danmark                   | 24 semaines         | 1er                 |
| Espagne          | Promusicæ                      | 29 semaines         | 2e                  |
| États-Unis       | Billboard 200                  | 50 semaines         | 1er                 |
| États-Unis       | Billboard Top Alternative      | 35 semaines         | 1er                 |
| États-Unis       | Billboard Top Hard Rock Albums | 45 semaines         | 1er                 |
| États-Unis       | Billboard Top Rock Albums      | 40 semaines         | 1er                 |
| Finlande         | Mitä hittiä                    | 48 semaines         | 1er                 |
| France           | SNEP                           | 42 semaines         | 1er                 |
| Italie           | FIMI                           | 21 semaines         | 1er                 |
| Norvège          | VG-lista                       | 20 semaines         | 1er                 |
| Nouvelle-Zélande | Rianz                          | 17 semaines         | 1er                 |
| Pays-Bas         | Mega Top 50                    | 36 semaines         | 1er                 |
| Pologne          | ZPAV                           | 26 semaines         | 1er                 |
| Portugal         | AFP                            | 12 semaines         | 1er                 |
| Royaume-Uni      | OCC                            | 11 semaines         | 1er                 |
| Royaume-Uni      | Rock and Metal Albums          | -                   | 1er                 |
| Suède            | Sverigetopplistan              | 21 semaines         | 1er                 |
| Suisse           | Swisscharts                    | 20 semaines         | 1er                 |

### Charts singles
The Day That Never Comes
| Chart                    | Durée du classement | Position | Date               |
| ------------------------ | ------------------- | -------- | ------------------ |
| Hot 100                  | 10 semaines         | 31e      | 6 septembre 2008   |
| Mainstream Rock Tracks   | 23 semaines         | 1er      | 20 septembre 2008  |
| Alternative Songs        | 20 semaines         | 5e       | 11 octobre 2008    |
| ARIA Charts              | 4 semaines          | 18e      | 7 septembre 2008   |
| Ö3 Austria Top 40        | 9 semaines          | 25e      | 26 septembre 2008  |
| (W) Ultratop             | 3 semaines          | 25e      | 13 septembre 2008  |
| (V) Ultratop             | 7 semaines          | 11e      | 13 septembre 2008  |
| Billboard Canadian Songs | 7 semaines          | 7e       | 6 septembre 2008   |
| Track Top-40             | 7 semaines          | 3e       | 6 septembre 2008   |
| Suomen virallinen lista  | 3 semaines          | 1er      | 25 août 2008       |
| FIMI                     | 1 semaine           | 15e      | 4 septembre 2008   |
| VG-lista                 | 8 semaines          | 1er      | 1er septembre 2008 |
| RMNZ Singles Top40       | 2 semaines          | 14e      | 1er septembre 2008 |
| Mega Top 50              | 5 semaines          | 20e      | 6 septembre 2008   |
| UK Singles Chart         | 6 semaines          | 19e      | 6 septembre 2008   |
| Sverigetopplistan        | 10 semaines         | 3e       | 11 septembre 2008  |
| Schweizer Hitparade      | 6 semaines          | 32e      | 28 septembre 2008  |

My Apocalypse
| Chart                    | Durée du classement | Position | Date               |
| ------------------------ | ------------------- | -------- | ------------------ |
| Hot 100                  | 1 semaine           | 67e      | 13 septembre 2008  |
| Mainstream Rock Tracks   | 21 semaines         | 38e      | 6 septembre 2008   |
| ARIA Charts              | 2 semaines          | 38e      | 7 septembre 2008   |
| Ö3 Austria Top 40        | 1 semaine           | 56e      | 19 septembre 2008  |
| (V) Ultratop             | 1 semaine           | 49e      | 13 septembre 2008  |
| Billboard Canadian Songs | 2 semaines          | 17e      | 13 septembre 2008  |
| Track Top-40             | 1 semaine           | 15e      | 5 septembre 2008   |
| Suomen virallinen lista  | 2 semaines          | 3e       | 1er septembre 2008 |
| VG-lista                 | 1 semaines          | 9e       | 1er septembre 2008 |
| Mega Top 50              | 3 semaines          | 33e      | 6 septembre 2008   |
| UK Singles Chart         | 2 semaines          | 51e      | 6 septembre 2008   |
| Sverigetopplistan        | 2 semaines          | 15e      | 4 septembre 2008   |

Cyanide
| Chart                    | Durée du classement | Position | Date              |
| ------------------------ | ------------------- | -------- | ----------------- |
| Hot 100                  | 1 semaine           | 50e      | 20 septembre 2008 |
| Mainstream Rock Tracks   | 25 semaines         | 1er      | 4 avril 2009      |
| Alternative Songs        | 20 semaines         | 19e      | 21 mars 2009      |
| ARIA Charts              | 2 semaines          | 48e      | 21 septembre 2008 |
| Billboard Canadian Songs | 1 semaine           | 10e      | 20 septembre 2008 |
| Track Top-40             | 1 semaine           | 23e      | 12 septembre 2008 |
| Suomen virallinen lista  | 1 semaine           | 4e       | 8 septembre 2008  |
| VG-lista                 | 2 semaines          | 15e      | 8 septembre 2008  |
| UK Singles Chart         | 2 semaines          | 48e      | 13 septembre 2008 |
| Sverigetopplistan        | 1 semaine           | 14e      | 11 septembre 2008 |

The Judas Kiss
| Chart                    | Durée du classement | Position | Date              |
| ------------------------ | ------------------- | -------- | ----------------- |
| Bubbling Under Hot 100   | 1 semaine           | 12e      | 27 septembre 2008 |
| Billboard Canadian Songs | 1 semaines          | 56e      | 27 septembre 2008 |
| Suomen virallinen lista  | 1 semaine           | 20e      | 15 septembre 2008 |
| VG-lista                 | 2 semaines          | 13e      | 15 septembre 2008 |
| UK Singles Chart         | 1 semaine           | 79e      | 20 septembre 2008 |
| Sverigetopplistan        | 1 semaine           | 44e      | 18 septembre 2008 |

The Unforgiven III
| Chart                    | Durée du classement | Position | Date              |
| ------------------------ | ------------------- | -------- | ----------------- |
| Hot 100                  | 1 semaine           | 14e      | 4 octobre 2008    |
| (V) Ultratop             | 1 semaine           | 50e      | 4 octobre 2008    |
| Billboard Canadian Songs | 1 semaines          | 72e      | 27 septembre 2008 |
| Track Top-40             | 2 semaines          | 24e      | 26 septembre 2008 |
| Suomen virallinen lista  | 1 semaine           | 16e      | 22 septembre 2008 |
| VG-lista                 | 3 semaines          | 8e       | 15 septembre 2008 |
| Sverigetopplistan        | 2 semaines          | 34e      | 27 septembre 2008 |
| Schweizer Hitparade      | 7 semaines          | 12e      | 28 septembre 2008 |

All Nightmare Long
| Chart                   | Durée du classement | Position | Date             |
| ----------------------- | ------------------- | -------- | ---------------- |
| Mainstream Rock Tracks  | 20 semaines         | 9e       | 25 juillet 2009  |
| Single Top 100          | 9 semaines          | 15e      | 26 décembre 2008 |
| Ö3 Austria Top 40       | 1 semaine           | 51e      | 2 janvier 2009   |
| (W) Ultratop            | 2 semaines          | 18e      | 27 décembre 2008 |
| (V) Ultratop            | 3 semaines          | 27e      | 3 janvier 2009   |
| Promusicae              | 2 semaines          | 6e       | 21 décembre 2008 |
| Suomen virallinen lista | 1 semaine           | 11e      | 22 décembre 2008 |
| Top 100                 | 29 semaines         | 55e      | 24 janvier 2009  |
| Mega Top 50             | 7 semaines          | 7e       | 20 décembre 2008 |
| Sverigetopplistan       | 3 semaines          | 44e      | 6 mars 2009      |

Broken, Beat & Scarred
| Chart                   | Durée du classement | Position | Date             |
| ----------------------- | ------------------- | -------- | ---------------- |
| Mainstream Rock Tracks  | 15 semaines         | 15e      | 12 décembre 2009 |
| Single Top 100          | 6 semaines          | 35e      | 17 avril 2009    |
| Ö3 Austria Top 40       | 1 semaine           | 74e      | 24 avril 2009    |
| Suomen virallinen lista | 1 semaine           | 4e       | 13 avril 2009    |
| Top 100                 | 21 semaines         | 36e      | 25 avril 2009    |
| Mega Top 50             | 6 semaines          | 25e      | 11 avril 2009    |

## Certifications
| Pays             | Certification | Ventes      | Date              |
| ---------------- | ------------- | ----------- | ----------------- |
| Allemagne        | 5 × Or        | 500 000 +   | 2019              |
| Australie        | 2 × Platine   | 140 000 +   | 2008              |
| Belgique         | Platine       | 40 000 +    | 24 octobre 2008   |
| Brésil           | Or            | 40 000 +    | 2009              |
| Canada           | 4 × Platine   | 400 000 +   | 15 octobre 2009   |
| États-Unis       | 2 × Platine   | 2 000 000 + | 28 juin 2010      |
| Finlande         | 2 × Platine   | 80 000 +    | 2008              |
| France           | Or            | 75 000 +    | 24 septembre 2008 |
| Nouvelle-Zélande | Platine       | 15 000 +    | 15 septembre 2008 |
| Pologne          | Diamant       | 100 000 +   | 30 novembre 2016  |
| Royaume-Uni      | Platine       | 300 000 +   | 22 juillet 2013   |
| Suisse           | Platine       | 30 000 +    | 2008              |

## Format
| Pays       | Format                                        | Catalogue      | Label                |
| ---------- | --------------------------------------------- | -------------- | -------------------- |
| Canada     | CD (Album Digital)                            | 2-508732       | Warner Bros. Records |
| États-Unis | Vinyle (x2)                                   | 508732-1       | Warner Bros. Records |
| Europe     | Vinyle (x5) édition limitée (12" - 45 tours), | 00602517737310 | Vertigo              |
| États-Unis | Vinyle (x5') + CD                             | 512119-1       | Warner Bros. Records |
| Europe     | Vinyle + CD + DVD                             | 00602517804609 | Vertigo              |
| États-Unis | CD                                            | 508732-2       | Warner Bros. Records |